# Курчумський сільський округ
Курчу́мський сільський округ (каз. Күршім ауылдық округі, рос. Курчумский сельский округ) — адміністративна одиниця у складі Курчумського району Східноказахстанської області Казахстану. Адміністративний центр — село Курчум.
Населення — 9301 особа (2021; 10202 у 2009, 12225 у 1999, 12973 у 1989).
Станом на 1989 рік існувала Курчумська сільська рада (села Дингек, Зелене, Курчум, Топтерек). Певний час село Топтерек перебувало у складі Куйганського округу і 1998 року передано назад. Село Дингек ліквідовано 2019 року.

## Склад
До складу округу входять такі населені пункти:
| Населений пункт | Старі назви | Населення, осіб (1989) | Населення, осіб (1999) | Населення, осіб (2009) | Населення, осіб (2021) |
| --------------- | ----------- | ---------------------- | ---------------------- | ---------------------- | ---------------------- |
| Алгабас, село   | Зелене      | 1208                   | 863                    | 809                    | 576                    |
| Курчум, село    | -           | 10478                  | 10502                  | 8490                   | 8546                   |
| --Дингек, село  | -           | 459                    | 214                    | 512                    | -                      |
| Топтерек, село  | -           | 828                    | 646                    | 391                    | 179                    |